# Домоник Симон
Домоник Симон (на английски: Domonique Simone) е артистичен псевдоним на бившата американска порнографска актриса Deidre Morrow, родена на 18 юни 1971 година в град Валдоста, Джорджия. Дебютира като актриса в порнографската индустрия през 1990 г., когато е на 19-годишна възраст.
През 2007 година получава отличието AVN зала на славата.